# Henry Clay Trumbull
Henry Clay Trumbull (8 de junio de 1830 - 8 de diciembre de 1903) fue un clérigo y autor estadounidense. Se convirtió en un editor, autor y pionero mundialmente famoso del Movimiento de la Escuela Dominical.

## Primeros años
Henry Clay Trumbull nació el 8 de junio de 1830 en Stonington, estado de Connecticut, y estudió en la escuela Williston Northampton.
La mala salud le impidió la educación formal después de los catorce años. Finalmente recibió títulos honoríficos de Yale, Lafayette College y la Universidad de Nueva York.

## Carrera Temprana
En 1851, a la edad de 21 años, Trumbull tuvo una experiencia de conversión religiosa y encontró empleo como empleado en Hartford, Connecticut, con el Ferrocarril Hartford, Providence y Fishkill.
En 1852, Trumbull se unió a la iglesia congregacionalista y, mientras continuaba trabajando para el ferrocarril, se convirtió en el superintendente de una escuela dominical de misión bajo la Asociación de Escuelas Dominicales del Estado de Connecticut.
En 1854, se casó con Alice Cogswell Gallaudet, hija de Thomas Hopkins Gallaudet, fundador de la Escuela Estadounidense para Sordos. Alice fue nombrada en honor de Alice Cogswell, la hija del Dr. Mason Cogswell y primer alumno sordo de su Escuela. La Universidad de Gallaudet, que se especializa en la educación de personas sordas, fue fundada por el hijo del anciano Gallaudet, Edward Miner Gallaudet.
Después de intentar algunos trabajos diferentes, en 1858 Trumbull se convirtió en el misionero de la escuela dominical del estado de Connecticut.

### Servicio militar

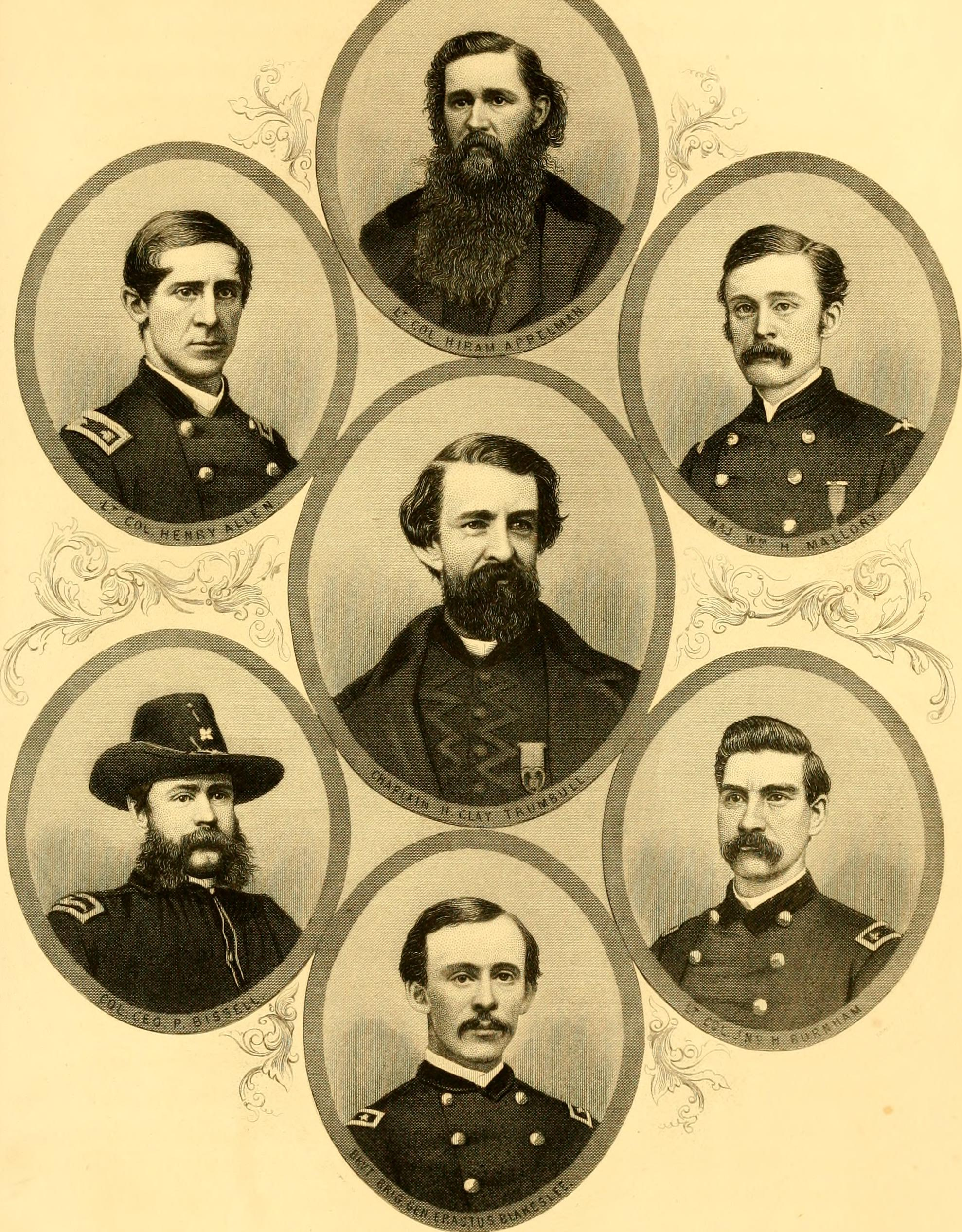
Prisioneros de guerra en la batalla de Fort Wagner entre 1861 a1865, entre ellos Clay Trumbull

Trumbull fue ordenado ministro congregacional en 1862 y, poco después, fue capellán del 10.º Regimiento de Infantería de Connecticut durante la guerra civil estadounidense. Trumbull fue capturado en la batalla de Fort Wagner, cerca de Charleston, Carolina del Sur, el 19 de julio de 1863. Fue encarcelado en varias prisiones confederadas, como prisionero de guerra. Después de ser intercambiado el 24 de noviembre de 1863, se reincorporó al 10 ° Regimiento de Connecticut y sirvió con ese regimiento hasta que quedó fuera de servicio en agosto de 1865.

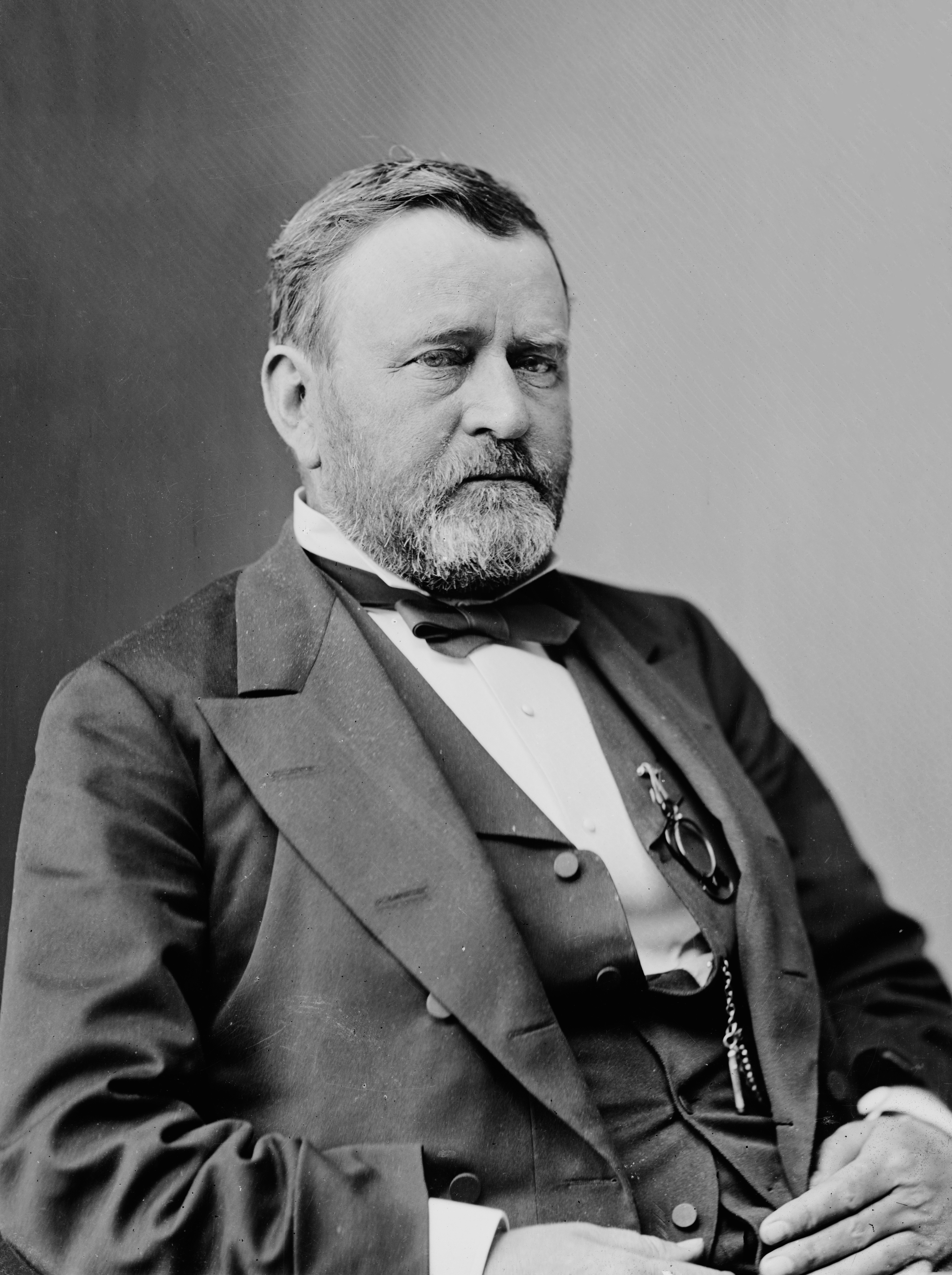
Ulysses S.Grant, presidente de Estados Unidos entre 1870 y 1880

En 1869, se convirtió en compañero de la Comandancia de Massachusetts de la Orden Militar de la Legión Leal de los Estados Unidos (MOLLUS), una sociedad militar compuesta por oficiales que sirvieron en las fuerzas armadas de la Unión durante la Guerra Civil. Se le asignó la insignia número 1001 de MOLLUS. En 1878 se transfirió a la Comandancia de Pensilvania, donde se desempeñó como Capellán de 1878 a 1886 y como Vicecomandante Junior de 1886 a 1887.
Trumbull también estuvo activo en el Gran Ejército de la República y miembro de George G. Meade Post 1 de Filadelfia. Dio palabras de bienvenida al expresidente y general Ulysses S. Grant el 18 de diciembre de 1879.

## Carrera posterior
Después de su servicio militar, Trumbull se convirtió en secretario de Nueva Inglaterra para la Unión Americana de escuelas dominicales. En 1875, él y su familia se mudaron a Filadelfia, donde se convirtió en editor del Sunday School Times. Ocupó este cargo hasta su muerte en 1903.
Al mudarse a Filadelfia, se convirtió en miembro de la Iglesia Presbiteriana de Walnut Street. Entre sus asociados estaba el evangelista Dwight L. Moody.
En 1881 viajó a Egipto y Palestina para visitar sitios bíblicos. Mientras estaba en Egipto descubrió lo que creía que era Kadesh Barnea, que era la ubicación del campamento de los hijos de Israel antes de su entrada en la Tierra Prometida. Fue acompañado en este viaje por el reverendo Allen M. Dulles, el padre del secretario de Estado John Foster Dulles y el director de la CIA Allen Dulles.
Trumbull fue profesor de Lyman Beecher en la Yale Divinity School en 1888. También fue autor de 38 libros.
Trumbull era conocido por su compromiso con el "evangelismo personal" que implicaba decirles a amigos y conocidos acerca de la salvación espiritual a través de la expiación vicaria de Cristo. De esta manera, fue uno de los primeros practicantes del cristianismo evangélico moderno.
Trumbull murió en su casa en 4103 Walnut Street en Filadelfia, el 8 de diciembre de 1903, después de sufrir un derrame cerebral.

## Familia
Trumbull estuvo casado con Alice Gallaudet (1833-1891), hija de Thomas Hopkins Gallaudet. Uno de sus hermanos fue James Hammond Trumbull, y una de sus hermanas fue Annie Trumbull Slosson.

## Trabajos publicados
- The Knightly Soldier (1865)
- Kadesh-Barnea (1883)
- Principles and Practices (1889)
- Hints on Child Training (1890)
- A Lie Never Justifiable, A Study in Ethics (1893)
- Studies in Oriental Social Life (1894)
- The threshold covenant or the beginning of religious rites (1896)
- War Memories of an Army Chaplain (1898)
- Individual Work for Individuals (1901)
- Old-Time Student Volunteers (1902)
- Personal Prayer, posthumously presented (1915)
- Prayer, Its Nature and Scope (1896)
- The Blood Covenant
- The Salt Covenant
- Trumball, Henry Clay (1891). Friendship: The Master-Passion or The Nature and History of Friendship, and Its Place as a Force in the World, first printing of new edition (2005), Solid Ground Christian Books, Birmingham, AL USA, Introductory Essay by Maurice Roberts ISBN 1-59925-030-6
- Duty-Knowing and Duty-Doing (1889) John D. Wattles, Publisher